# Club Atlético Independiente

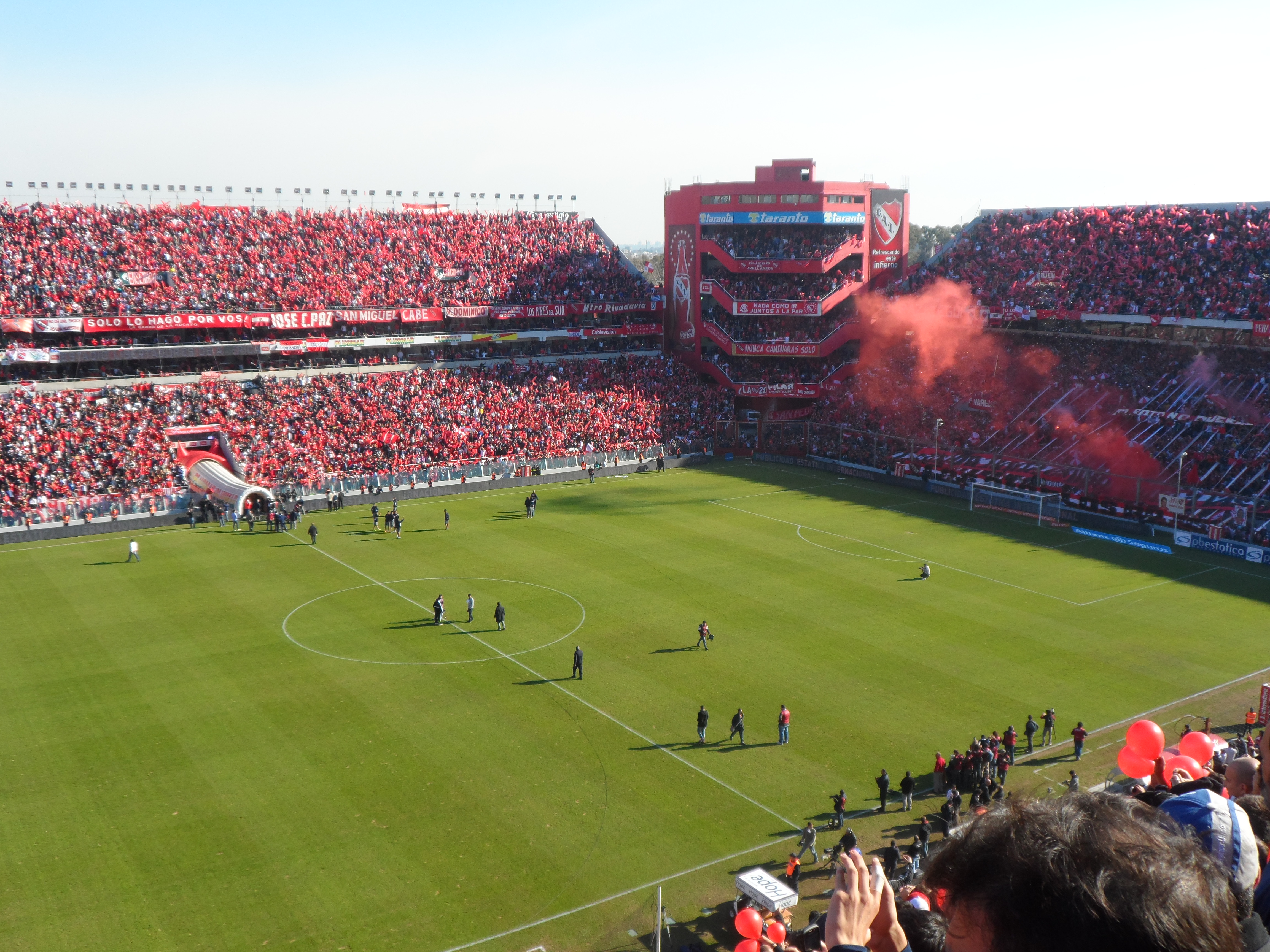

El Club Atlético Independiente (CAI) és un club de futbol argentí de la ciutat d'Avellaneda, al Gran Buenos Aires.

## Història
A inicis del segle xx, un grup de treballadors d'una empresa fundaren un club anomenat Maipú Banfield. El club no permeté la participació a tots els treballadors i alguns d'ells decidiren crear un nou club independent del primer. L'1 de gener de 1905, fundaren l'Independiente Football Club, i el 25 de març, Arístides Langone fou nomenat primer president. La samarreta original del club era totalment blanca, però quan el president Arístides Langone va veure la samarreta del Nottingham Forest F.C. decidí adoptar-ne els colors, que vestí per primer cop el 1908, a més de canviar el nom per l'actual Club Atletico Independiente.
Començà a participar en la segona i tercera divisió amateur argentina, fins que el 1912 la Federació Argentina convidà el club a participar en la primera divisió. El 4 de març de 1928 inaugurà en un partit contra Peñarol el seu estadi, més tard conegut com "La Doble Visera". El seu primer estadi havia estat La Crucecita, destruït en un incendi el 1923.
Durant els anys vint guanyà dos campionats argentins amateurs (1922 i 1926) amb jugadors com Manuel Seoane i Raimundo Orsi. El seu primer títol professional arribà el 1938, repetint el 1939. Arsenio Erico fou part d'aquell equip, màxim golejador de la lliga el 1937 i el 1939. Erico és el màxim golejador de tota la història de la lliga. El següent títol d'Independiente trigà nou anys, fins al 1948.
Independiente inicià la dècada dels seixanta amb un títol de lliga, que repetí el 1963. Però el seu major èxit arribà el 1964 en esdevenir el primer club argentí en guanyar la Copa Libertadores, èxit que repetí l'any següent. Nous títols els anys 1967 i 1970 iniciaren l'època daurada del club, amb l'obtenció de 12 títols importants: Metropolitano 1970, 1971, Nacional 1977, 1978, Copa Libertadores 1972, 1973, 1974, 1975, Copa Intercontinental 1973 i Copa Interamericana 1973, 1974, 1975. A l'equip destacà el duo atacant Bochini-Bertoni.
El 1983 guanyà un nou Nacional i l'any següent la seva setena Copa Libertadores (rècord del campionat). A més guanyà la seva segona Intercontinental derrotant el Liverpool F.C. a Tòquio per 1-0. El seu darrer títol dels 80 fou la lliga de 1988-89. Els noranta tampoc foren dolents. Guanyà l'Apertura 1994, i la Supercopa 1994 i 1995, i la Recopa 1995, per un total de 15 títols internacionals.
Després de vuit anys sense títols, el club guanyà l'Apertura 2002. La seva darrera gran estrella ha estat el davanter Sergio Agüero.
L'any 2017, guanyà la Copa Sudamericana a l'estadi de Maracanã, vencent a la final al Flamengo per un resultat global de 3-2.
El febrer de 2018 va disputar la Recopa Sudamericana contra el Gremio, caient en els llançaments de penal (5-4) en el partit de tornada després d'un resultat global de 1-1 a l'eliminatòria.

## Palmarès
- 2 Copa Intercontinental de futbol: 1973, 1984
- 7 Copa Libertadores: 1964, 1965, 1972, 1973, 1974, 1975, 1984
- 2 Supercopa Sudamericana: 1994, 1995
- 1 Recopa Sudamericana: 1995
- 3 Copa Interamericana: 1973, 1974, 1975
- 2 Copa Sudamericana: 2010, 2017
- 16 Lliga argentina de futbol: 1922, 1926, 1938, 1939, 1948, 1960, 1963, Nacional 1967, Metropolitano 1970, Metropolitano 1971, Nacional 1977, Nacional 1978, Nacional 1983, 1988-89, Clausura 1994, Apertura 2002

## Jugadors destacats
- Raimundo Orsi (1920-1928/1935)
- Manuel Seoane (1931-1933)
- Antonio Sastre (1931-1942)
- Arsenio Pastor Erico (1934-1946)
- Vicente de la Mata (1937-1950)
- Ernesto Grillo (1949-1957)
- Rubén Marino Navarro (1952-1966)
- Raúl Bernao (1961-1971)
- Miguel Ángel Santoro (1962-1974)
- Elbio Ricardo Pavoni (1965-1976)
- Luis Artime (1966-1968)
- José Omar Pastoriza (1966-1972)
- Miguel Ángel Raimondo (1969-1974)
- Eduardo Andrés Maglioni (1969-1973)
- Francisco Pedro Manuel Sá (1971-1976)
- Osvaldo Mura
- Ricardo Bochini (1972-1991)
- Daniel Bertoni (1973-1978)
- Enzo Trossero (1975-1979/1981-1985)
- Omar Larrosa (1977-1980)
- Antonio Alzamendi (1978-1982)
- Jorge Olguín (1979-1983)
- Néstor Clausen (1980-1988, 1995-1996)
- Pedro Monzón
- Gabriel Calderón (1981-1983)
- Óscar Ortiz (1982-1983)
- Jorge Burruchaga (1982-1985/1995-1998)
- Miguel Oviedo (1983-1986)
- Luis Alberto Islas (1986-1995/2003)
- Gustavo López (1991-1995)
- Daniel Garnero
- Hugo Pérez (1993-1995)
- Albeiro Usuriaga (1994-1995/1996-1998)
- Roberto Acuña (1995-1997)
- Faryd Mondragón (1995-2000)
- Gabriel Milito (1997-2003)
- Esteban Cambiasso (1998-2001)
- Diego Forlán (2000-2002)
- Daniel Montenegro (2001-2003/2006-2007)
- Federico Insúa (2002-2003/2004-2005)
- Sergio Agüero (2003-2006)
- Nicolás Frutos (2005)
- Oscar Ustari (2005-2007)
- Nicolás Tagliafico (2015-2018)